# Пино блан
Пино блан (фр. Pinot blanc) је сорта белог грожђа која води порекло из Француске. Вино које се прави од ове врсте подсећа на шардоне и има укусе јабука, диња и ананаса. Гаји се и у Аустрији, Чешкој (познат као „руландске биле“), затим Немачкој, Луксембургу, Мађарској („фехер бургунди“) и Србији („бургундац бели“). 